# 에다가와역
에다가와역(일본어: 枝川駅)은 일본 고치현 아가와군 이노정에 위치한 시코쿠 여객철도 도산 선의 철도역이다. 역 번호는 K06이며, 단선 승강장 1면 1선의 구조를 가진 지상역이다.

## 타는 곳
| ■ 도산 선 | (하행) | 이노 · 스사키 · 구보카와 방면 |
| ■ 도산 선 | (상행) | 고치 · 도사야마다 방면        |

## 역 주변
- 도사 전기 철도 이노 선 에다가와 역

## 역사
- 1986년 11월 1일 : 일본국유철도 에다가와 임시승강장으로서 개설.
- 1987년 4월 1일 : 국철 분할 민영화에 의해 시코쿠 여객철도가 승계.

## 인접 역
| 시코쿠 여객철도 도산 선          | 시코쿠 여객철도 도산 선 | 시코쿠 여객철도 도산 선 |
| -------------------------------- | ----------------------- | ----------------------- |
| K 05 아사쿠라 다도쓰 · 고치 방면 | 도산 선                 | 이노 K 07 구보카와 방면 |